# Stinson Reliant
Stinson Reliant là một loại máy bay thông dụng do Stinson Aircraft Division thuộc Aviation Manufacturing Corporation ở Wayne, Michigan chế tạo.

## Biến thể

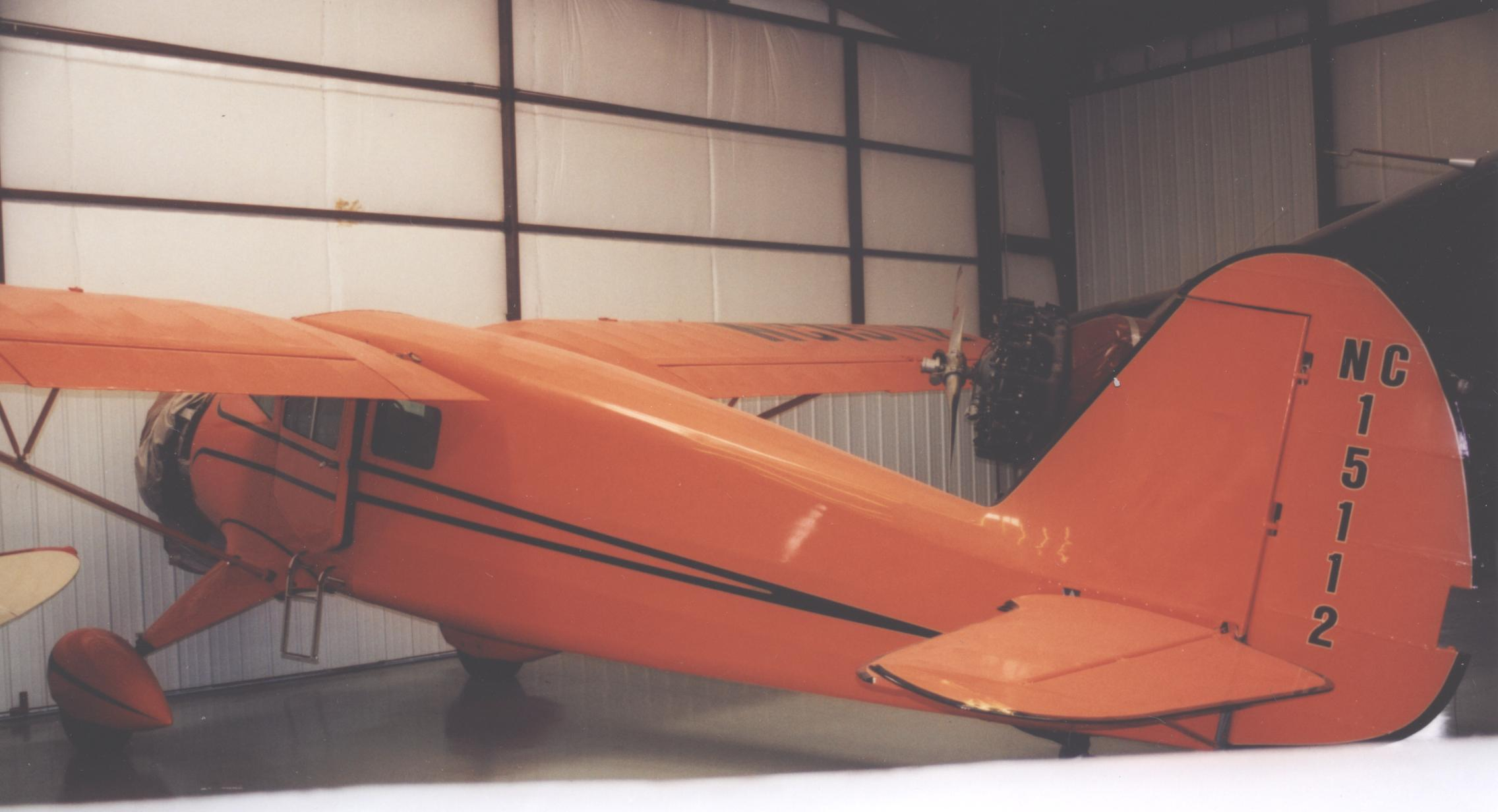
SR-6 Reliant tại Historic Aircraft Restoration Museum, Dauster Field, Missouri năm 2006

SR-10 Reliant có các phiên bản trên đất liền, thủy phi cơ và hoạt động ở vùng cực:
- Cứu thương (2 cáng)
- Chở hàng/Cứu thương
- Kéo bia bay
- Chữa cháy
- Chụp ảnh

### Biến thể dân sự
SR Reliant
SR-1
SR-2
SR-3
SR-4
SR-5
SR-5A
SR-5B
SR-5C
SR-5E
SR-5F
SR-6
SR-6A
SR-6B
SR-7
SR-7B
SR-7C
SR-8A
SR-8B
SR-8C
SR-8D
SR-8DM
SR-8E
SR-8DE
SR-9
SR-9A
SR-9B
SR-9C
SR-9D
SR-9E
SR-9F
SR-10
SR-10B
SR-10C
SR-10D
SR-10E
SR-10F
SR-10G
SR-10J
SR-10K

### Biến thể quân sự
AT-19
AT-19A
AT-19B
AT-19C
UC-81
UC-81A
UC-81B
UC-81C
XC-81D
UC-81E
UC-81F
UC-81G
UC-81H
UC-81J
UC-81K
UC-81L
UC-81M
UC-81N
L-12
L-12A
RQ-1
XR3Q-1
Reliant I

## Quốc gia sử dụng

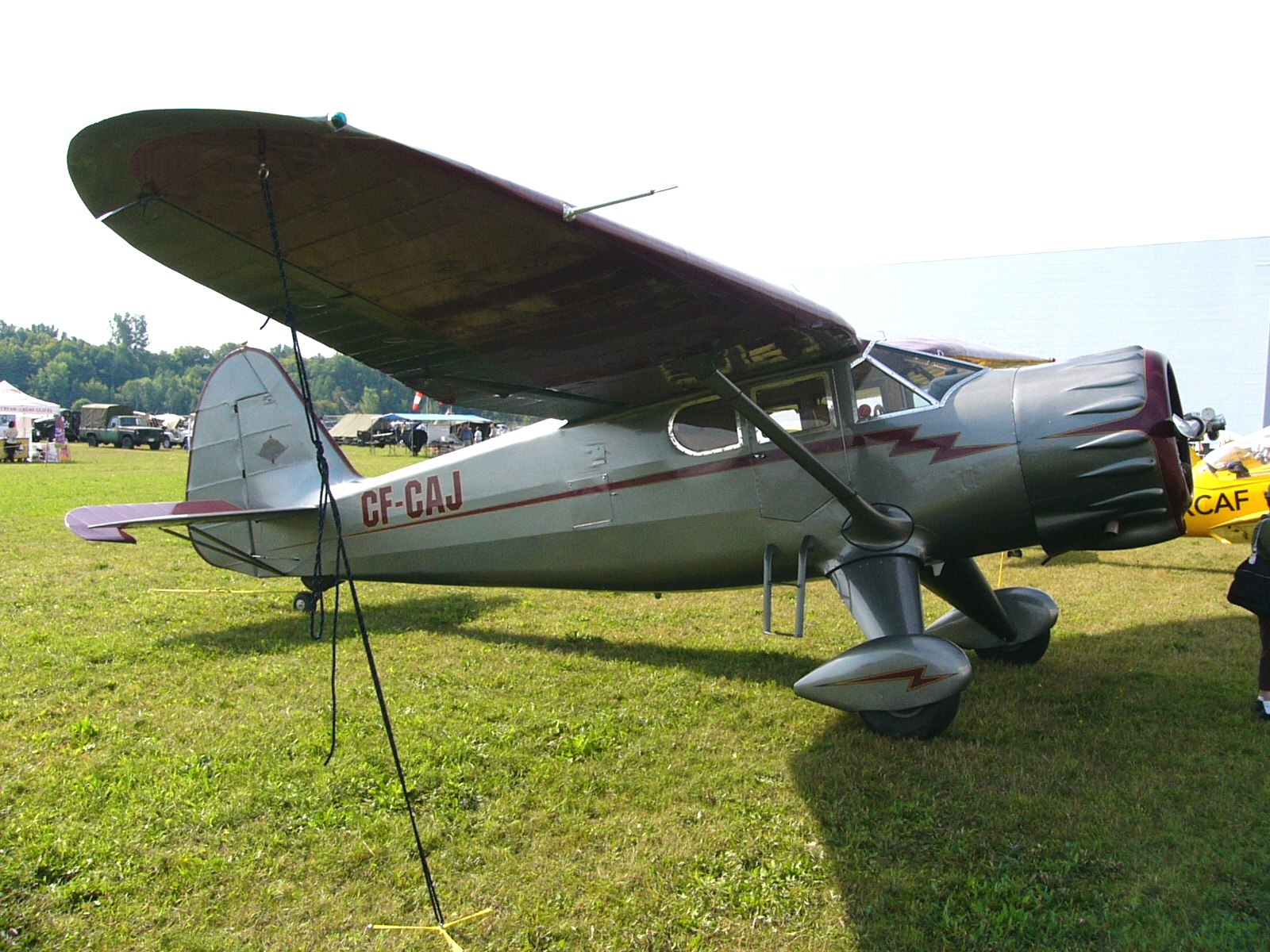
Stinson V77 Reliant

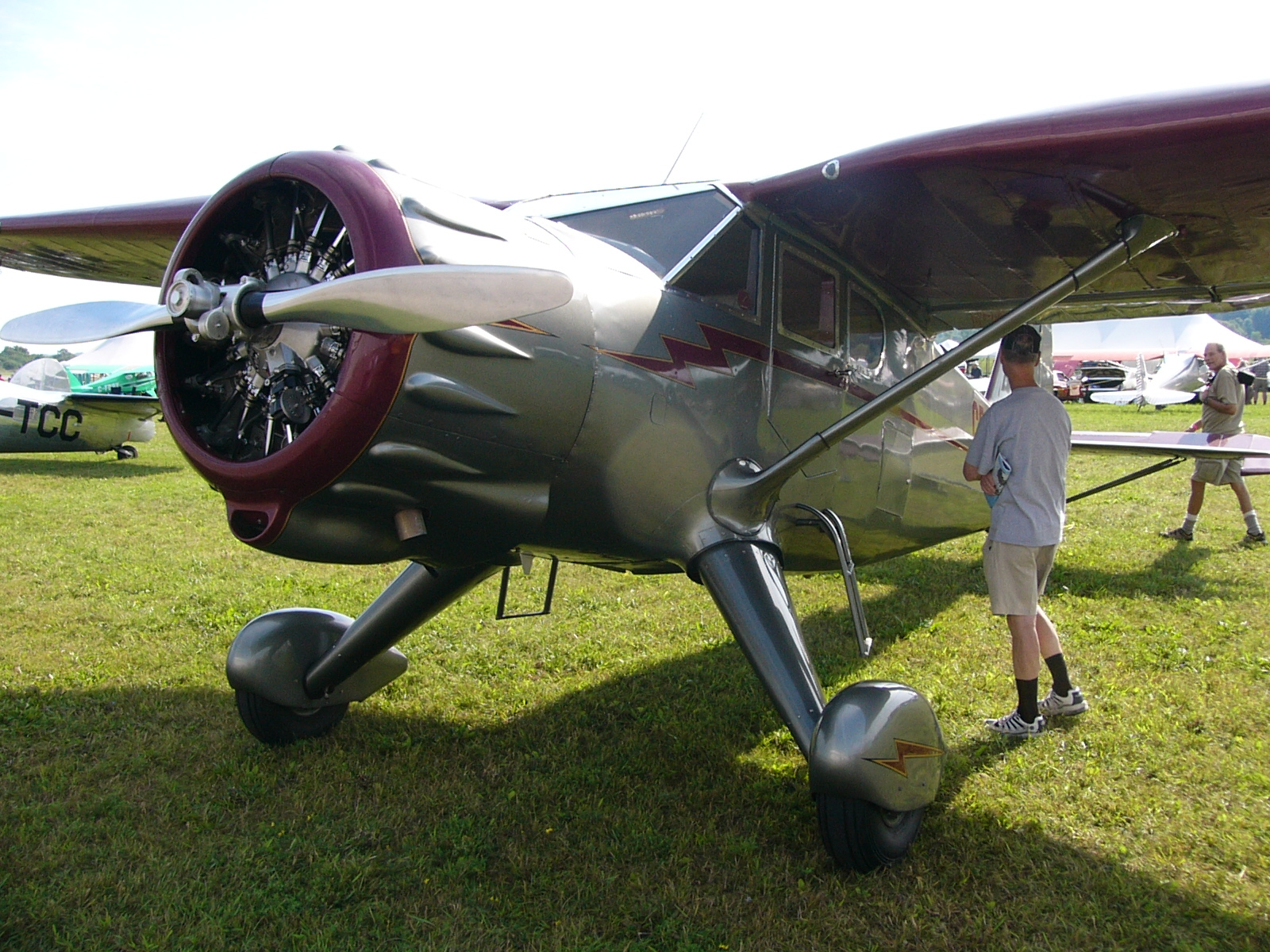
Stinson V77 Reliant

### Quân sự
Argentina
- Hải quân Argentina

 Úc
- Không quân Hoàng gia Australia

 Philippines
- Quân đoàn Không quân Lục quân Philippine

 Anh Quốc
- Không quân Hoàng gia
- Không quân Hải quân Hoàng gia

 Hoa Kỳ
- Không quân Lục quân Hoa Kỳ
- Bảo vệ Bờ biển Hoa Kỳ
- Thủy quân Lục chiến Hoa Kỳ
- Hải quân Hoa Kỳ
- Tuần tra Hàng không Dân sự

### Dân sự
Brasil
- Aerolloyd Iguassu
- Aerovias Minas Gerais
- NAB – Navegação Aérea Brasileira

 El Salvador
- Grupo TACA

 México
- Aerovías de México

 Na Uy
- Widerøe

 Paraguay
- Líneas Aéreas de Transporte Nacional (LATN)

 Hoa Kỳ
- Northwest Airways

## Tính năng kỹ chiến thuật (SR-10F)

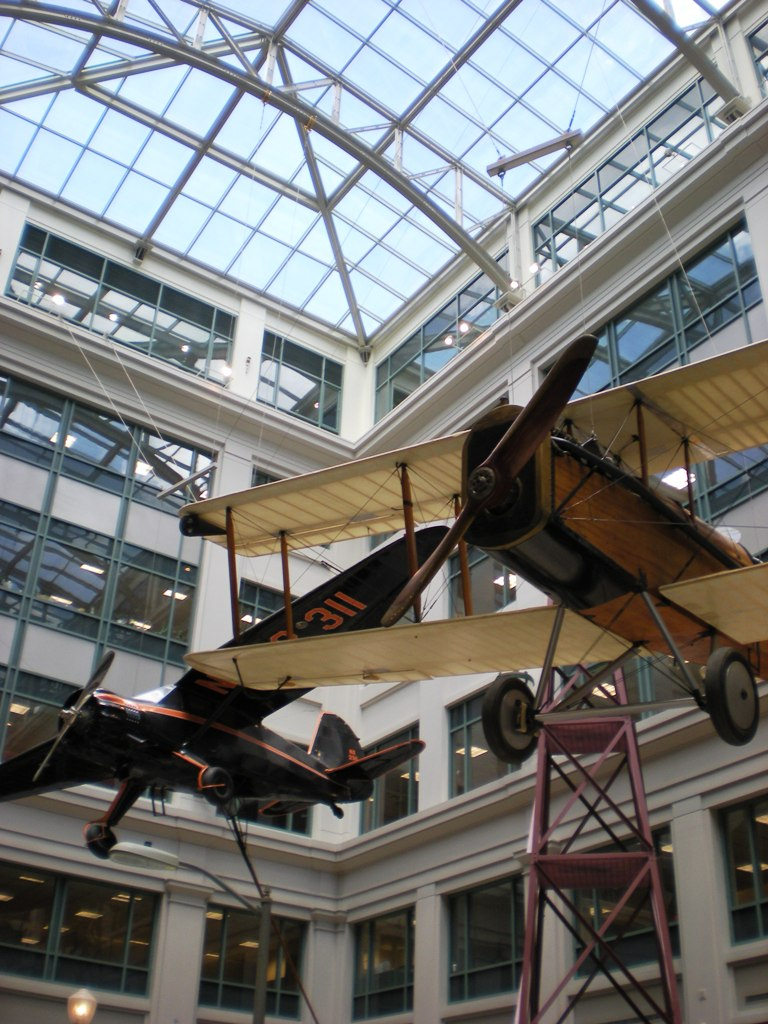
Một chiếc Stinson SR-10 Reliant (đen) và một chiếc De Havilland DH-4B (gỗ) treo trên trần của Bảo tàng bưu chính quốc gia ở Washington, D.C.

Dữ liệu lấy từ General Dynamics Aircraft and their Predecessors
Đặc điểm tổng quát
- Kíp lái: 1
- Sức chứa: 3 - 4 hành khách
- Chiều dài: 27 ft 11 in (8,51 m)
- Sải cánh: 41 ft 7 in (12,68 m)
- Chiều cao: 8 ft 6 in (2,59 m)
- Diện tích cánh: 256,5 sq ft (23,84 m²)
- Trọng lượng rỗng: 3.045 lb (1.384 kg)
- Trọng lượng có tải: 4.605 lb (2.093 kg)
- Động cơ: 1 × Pratt & Whitney Wasp Junior SB, 400 hp (298 kW)

 Hiệu suất bay 
- Vận tốc hành trình: 154 knot (177 mph, 285 km/h)
- Tầm bay: 739 nmi (850 mi, 1.369 km)
- Trần bay: 21.000 ft (6.400 m)
- Vận tốc lên cao: 1.330 ft/phút (6,8 m/s)